# هم‌ریزگاه

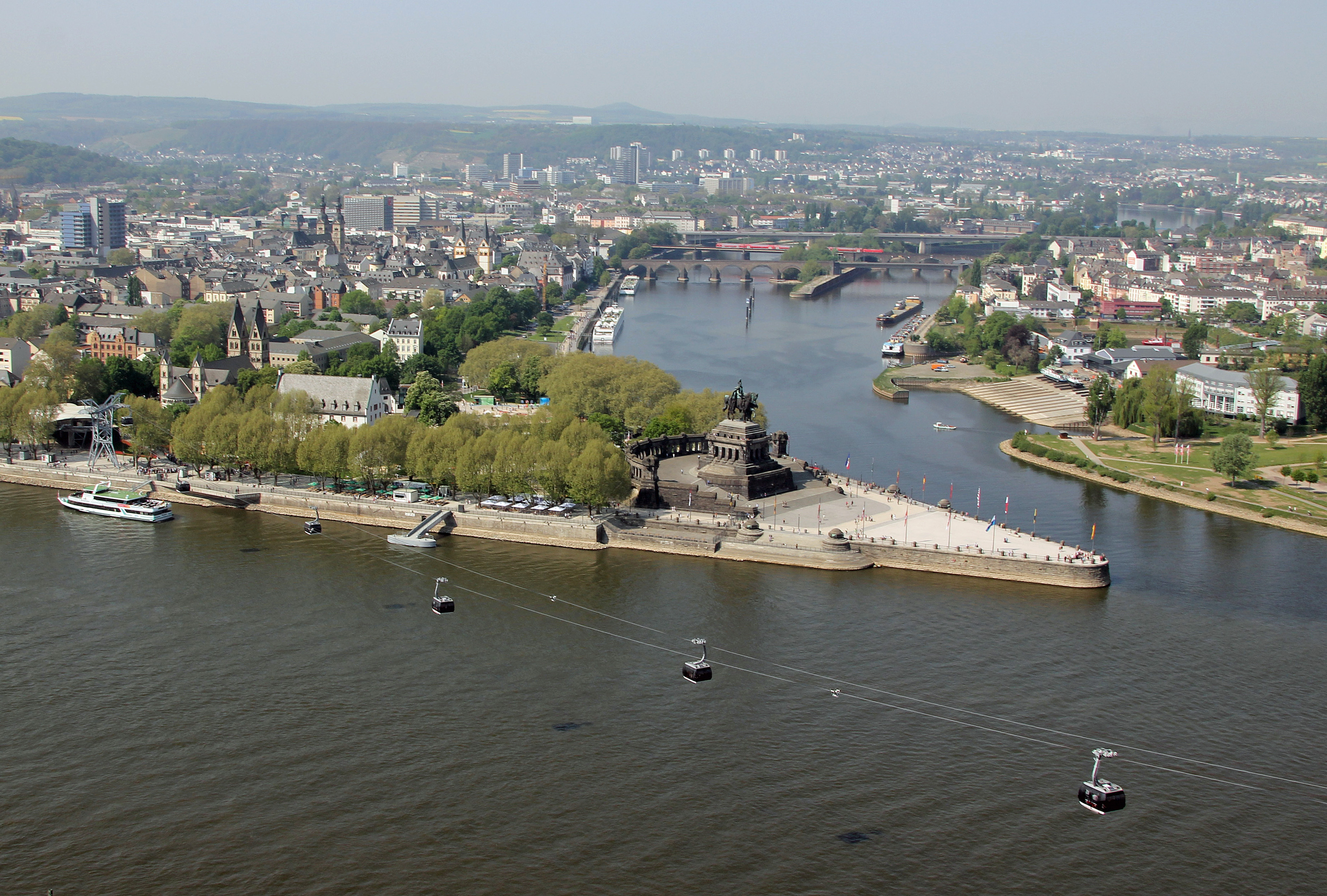
هم‌ریزگاه رودخانه‌های راین و موزل

به محل تلاقی دو یا چند رودخانه هم‌ریزگاه گفته می‌شود. هم‌ریزگاه معمولاً محل به هم‌پیوستن ریزابه به رود اصلی است.

## نقاط تلاقی قابل توجه

### آفریقا
در لوکوجا، نیجریه، رودخانه بنوئه به نیجر می‌ریزد.

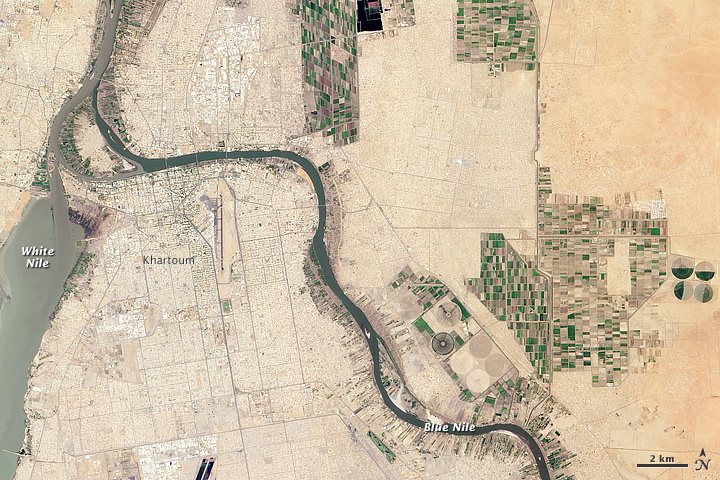

رودهای نیل سفید و نیل آبی در خارطوم به هم می‌پیوندند؛ نمای ماهواره‌ای آوریل ۲۰۱۳.